# Antun Čorić de Monte Creto
Antun Čorić de Monte Creto (Mahićno, 1795. − Beč, 1864.), hrvatski general topništva i ministar rata u Habsburškoj Monarhiji.
Nećak je podmaršala Aleksandra Franje. Djed je Antona von Posselta-Czoricha, salzburškog planinara i speleologa, koji je otkrio Eisriesenwelt i Schellenberšku ledenu pećinu, te bio prvi koji se popeo na Torsäule.
Nosio je naslov baruna od Monte Creta, po jednoj planini sjeveroistočno od Genove u Italiji, gdje se njegov stric Aleksandar Franjo kao natporučnik habsburške vojske istaknuo u bitki protiv Francuza 13. svibnja 1800.
Za vojne zasluge odlikovan je 1850. godine Viteškim križem Vojnog reda Marije Terezije.

## Vanjske poveznice
- Vladimir Brnardić: PODLISTAK - Hrvatski vitezovi Reda Marije Terezije (XII) Franjo Čorić (1772.-1847.)  Arhivirana inačica izvorne stranice od 2. travnja 2015. (Wayback Machine), Hrvatski vojnik, broj 174, veljača 2008.
- Csorich von Monte Creto Alexander Franz Frh., Österreichisches Biographisches Lexikon 1815–1950 (ÖBL). sv. 1, Verlag der Österreichischen Akademie der Wissenschaften, Beč, 1957., str. 158.
- Csorich von Monte Creto Anton Frh., Österreichisches Biographisches Lexikon 1815–1950 (ÖBL). sv. 1, Verlag der Österreichischen Akademie der Wissenschaften, Beč, 1957., str. 159.
- Oscar Criste: Csorich de Monte Creto, Anton Freiherr von, Allgemeine Deutsche Biographie (ADB). sv. 47, Duncker & Humblot, Leipzig 1903., str. 570 f.